# Schans Papenmuts
Schans Papenmuts was een schans op een eilandje in de Rijn tussen Bonn en Keulen. Papenmuts werd begin oktober 1620 aangelegd in opdracht van de Staten-Generaal van de Republiek der Zeven Verenigde Nederlanden en had tot doel te voorkomen dat het Spaanse leger onder leiding van Ambrogio Spinola over de Rijn naar de Republiek zou trekken.

## Geschiedenis
De schans werd aangelegd tijdens de tocht van Maurits naar Wezel tegen Spinola. Deze tocht vond plaats van augustus tot november 1620 als reactie op de Paltse veldtocht van Spinola en bestond onder meer uit de aanleg van een een tijdelijk legerkamp bij Wezel. Van hieruit vertrok een gecombineerd Engels-Nederlands leger naar het keurvorstendom Palts, dat onder de voet werd gelopen door het Spaanse leger. Begin oktober legde het Nederlandse leger onder bevel van Frederik Hendrik een schans aan op een eilandje in de Rijn, dat tegenwoordig deel uitmaakt van de Kemper Werth. Dit gebeurde om ervoor te zorgen dat Spinola na zijn veldtocht niet via de Rijn naar Nederland zou trekken en als waarschuwing tegen de keurvorst van Keulen en andere kerkelijke vorsten aan de Rijn om zich niet met het conflict te bemoeien.

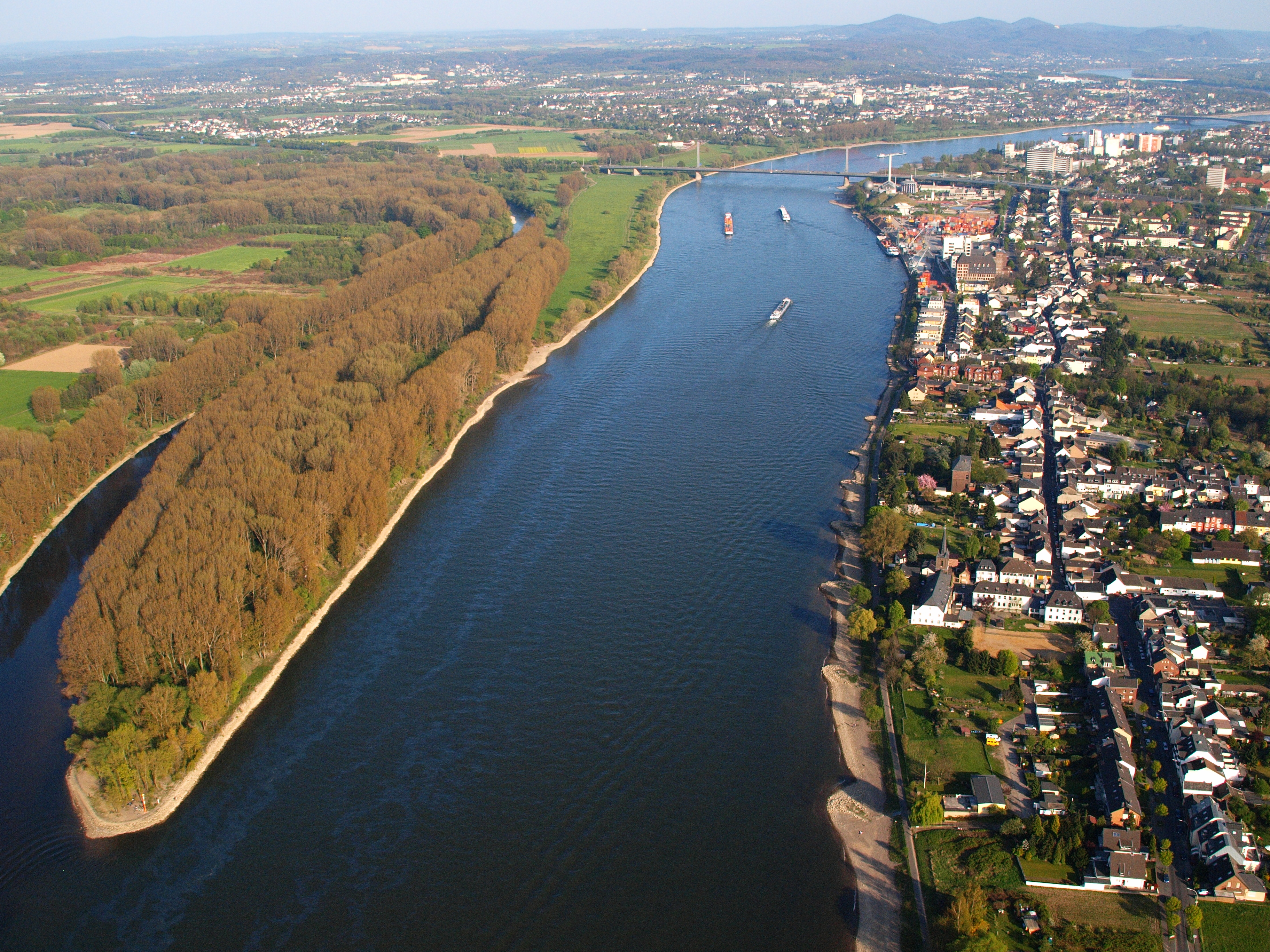
Kemper Werth, 2010

De schans werd naar zijn vierkante vorm Papenmuts genoemd. De wal was 24 voet (ca. 6,8 meter) breed en bood plaats aan ongeveer 2000 man. Het was strategische gelegen drie uur van Keulen en één uur van Bonn bij de monding van de Sieg. De schans werd aangelegd op het grondgebied van het toenmalige hertogdom Berg met toestemming van de protestantse vorst Georg Willem van Brandenburg, die aanspraken maakte op dit hertogdom. Berg werd echter de facto geregeerd door Wolfgang Willem van Palts-Neuburg, die in 1613 overging tot het katholicisme. Naast een militaire functie werd Schans Papenmuts ook gebruikt voor het heffen van tol. Dit gebeurde nadat de keurvorst van de Palts de tol van Bacharach en Kaub aan de Spanjaarden verloor.

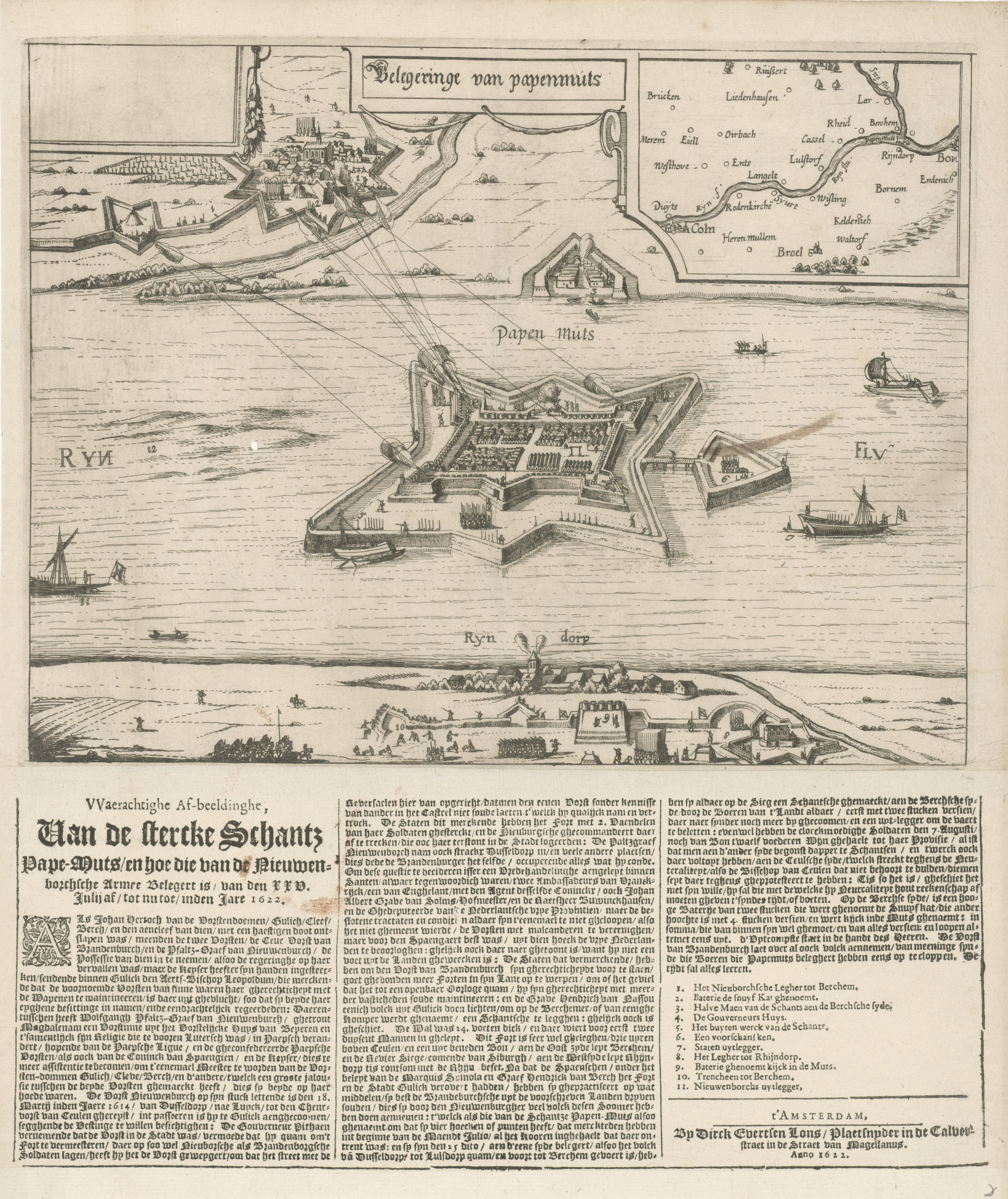
Nieuwsprent over de belegering van Schans Papenmuts, 1622

Op 2 februari 1622 nam Spinola de stad Gulik in, dat voor Georg Willem van Brandenburg werd bewaard door het Staatse leger. Vanaf 25 juli 1622 werd de schans belegerd door Wolfgang Willem van Palts-Neuburg. Als eerste legde hij aan de Bergse kant bij het dorp Bergheim een schans aan. Na 7 augustus legde hij ook aan de andere kant van de Rijn op Keuls grondgebied een schans aan, ondanks de neutraliteit van dit vorstendom. Maar de schans werd pas echt aangetast toen Hendrik van den Bergh, een Nederlands militair in Spaanse dienst, de belegering overnam. Het duurde echter nog tot januari 1623 voordat Papenmuts zich overgaf, waarbij de bezetting vrije aftocht met volle krijgseer bedong. Vervolgens werd het fort door de Spanjaarden bezet en bleef het tot ongeveer 1629 in stand. De Spanjaarden eisten hoge belastingen van de omliggende bevolking. In deze tijd kreeg het de namen Stephansschanze, Fort Isabella of Isabellen-Insel, naar de Nederlandse landvoogdes Infanta Isabella van Spanje.